# マノスク
マノスク （フランス語:Manosque、オック語プロヴァンサル方言:Manòsca）は、フランス、プロヴァンス＝アルプ＝コート・ダジュール地域圏、アルプ＝ド＝オート＝プロヴァンス県の都市。

## 地理

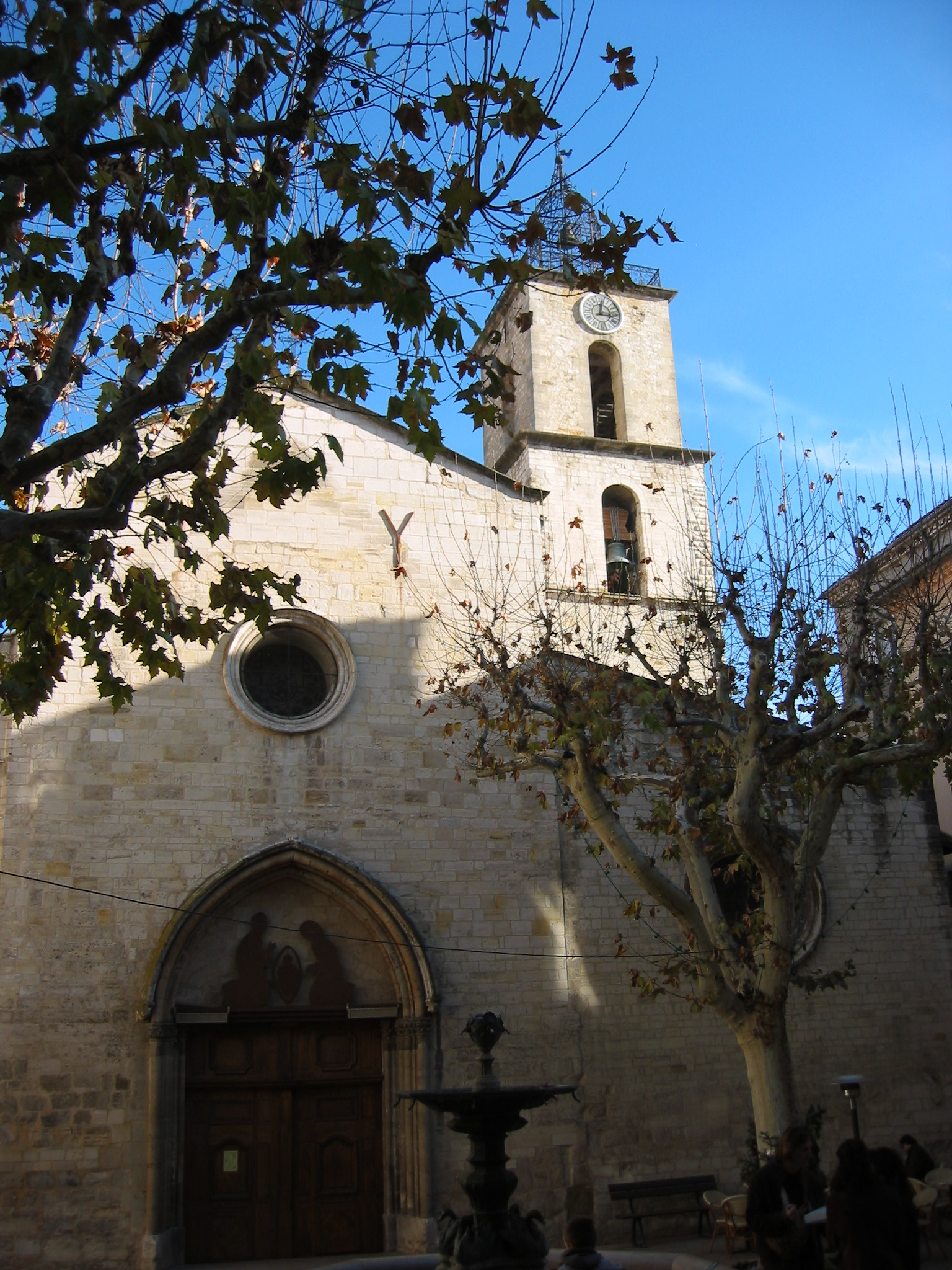
サン＝ソヴール教会

県南西に位置するマノスクは、北をモンドール山地、西を丘陵に囲まれた、デュランス川の氾濫原上にある。
主要な交通網が近くを通る。オートルートA51、県道4096、グルノーブルを経由するリヨン-マルセイユ路線鉄道である。
フォルカルキエへは約20km、シストロンとディーニュ＝レ＝バンとは55kmほどである。
地中海性気候であるが内陸性の特徴を持つ。冬に霜が頻繁におり、低プロヴァンス地方より寒い（1月の平均気温は4.6℃）。夏、特に7月は高温と乾燥が激しい。年間平均気温は12.6℃である。年間平均降雨量は786ミリ、年間平均日照時間は2800時間である。

## 歴史

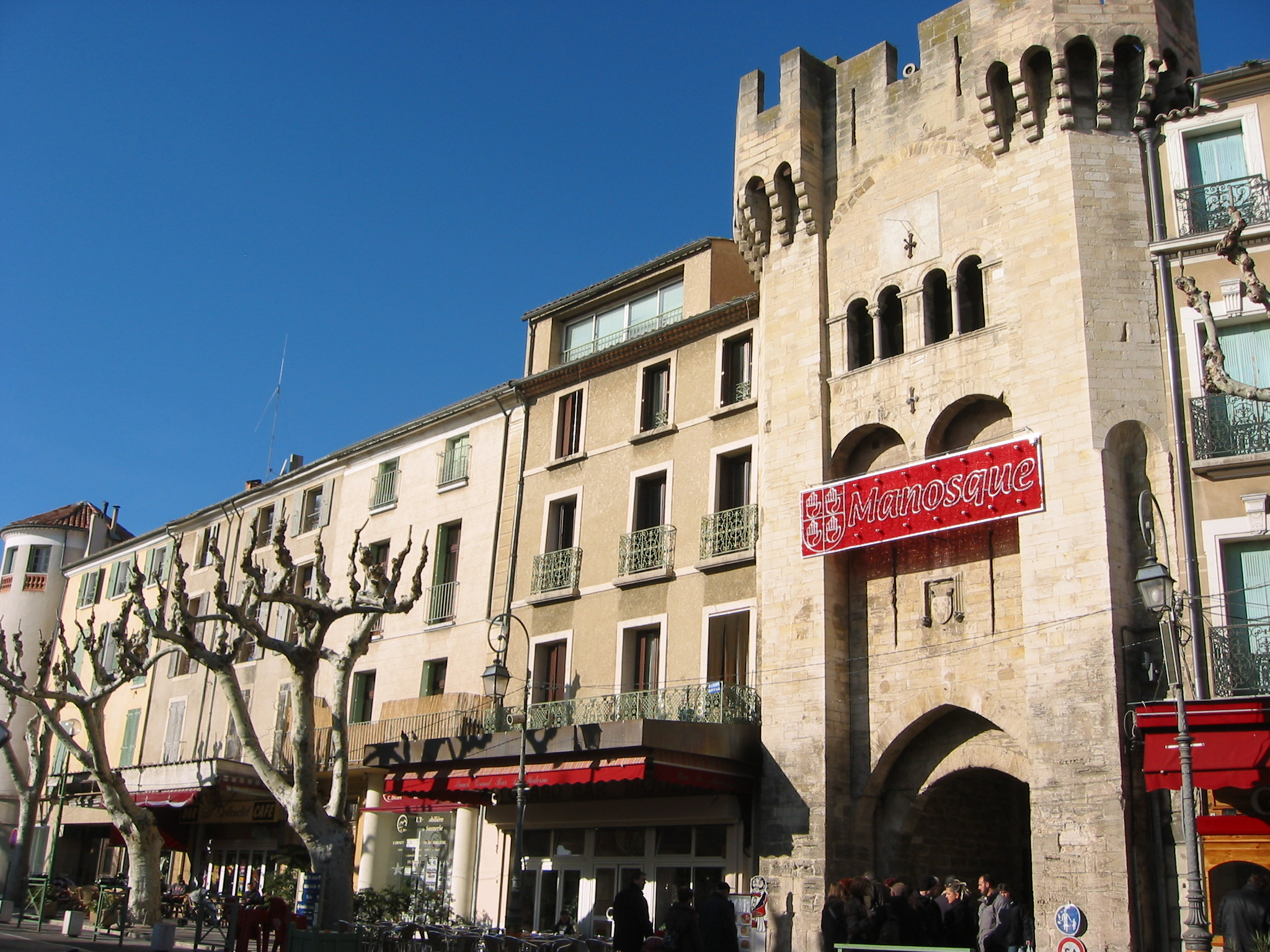
ソーヌリー門

ローマ帝国時代、マノスクは地域の市場町であった。
マノスクについて記述された最古のものは、986年に発生したサラセン人の襲撃である。町は完全に破壊され、住民たちは周辺の5つの村へ避難していた。村の中で最も重要なのは、モンドール山地の城、丘の上のトゥト・オールであった。マノスクから遠く離れていたモンテギュ村は16世紀まで人が暮らしていた。マノスク旧市街にある大理石製の板には、オスコ・デ・マノスコ（Osco de Manosco）の名で町が再建されたことが刻まれている。
荘園の権利は、マルセイユのサン・ヴィクトル修道院、フォルカルキエ伯爵、サン＝ジャン病院の三者が1790年まで共有していた。マノスクはプロヴァンス伯の代官区であった。中世のマノスクは4つの区に分かれていた。12世紀には聖ヨハネ騎士団が軍区を置いた。13世紀のマノスクは商業が盛んで、人口は1万人近くあった。14世紀の百年戦争の不安、戦場を離れた傭兵たちの群れが社会を脅かし、町は防衛設備を強化させた。
1509年、地震がマノスクを襲った。
宗教改革はマノスクである程度の成功をおさめ、一部がユグノーとなった。ユグノー戦争にもかかわらず、新教徒たちはナントの勅令によって17世紀には自分たちの教会の周りで暮らしていた。しかし1688年のナントの勅令廃止がこのコミュニティーに追い討ちをかけ、一部はカトリックに改宗させられ、一部は町を去っていった。
18世紀、マノスクでは市が開催されていた。この時代のマノスク旧市街は現在と同じ規模となり、東へ拡大していった。マノスクは、プロヴァンス全体を大きく損なった伝染病流行に影響を受けた（1720年はペスト、1834年はコレラ）。
フランス革命中の1791年後半、政治的クラブが結成された。マルセイユのクラブとの抗争にマノスクのクラブは破れ、反動化した。
騎士団の城は国有化を宣言され、競売にかけられた後取り壊された。現在そこは広い広場となっている。
1851年12月2日のクーデターにおいて、市長ジョゼフ・ビュイッソンはプロヴァンスにおける抵抗運動の柱となり、ディーニュに共和国臨時政府を設置した。
20世紀初頭の大規模集落は、旧市街とその近郊に限定され、マノスクの人口は1950年代から1970年代までの間に4倍となった。

## 経済
デュランス川の沖積平野は肥沃な農業地帯で、穀物（コムギ）、果樹（リンゴ、モモ）が栽培される。オリーブ畑、ブドウ畑が広がる。
マノスクでは重工業が行われていない。化粧品製造業（ロクシタン）、食品製造業（オリーブオイル抽出）、石油と天然ガスの地下貯蔵が産業としてあげられる。1969年以来、デュランス川の水を利用した水力発電所が市内に置かれている。

## みどころ
- ノートルダム・ド・ロミジエ教会 - ロマネスク様式。
- サン・ソヴール教会 - ロマネスクとゴシック様式
- ソーヌリー門 - 旧市街を覆っていた壁の一部。1382年完成。

## 姉妹都市
- レインフェルデン・エヒテルディンゲン、ドイツ
- ヴォゲーラ、イタリア